# 쓸개염
쓸개염 또는 담낭염(膽囊炎, cholecystitis)은 쓸개에 염증이 생기는 증상으로 대부분 담석과 함께 발생한다. 오른쪽 상복부의 통증, 발열, 메스꺼움, 오한 증상을 일으킨다. 급성 쓸개염은 세균이 원인이 되는 경우가 흔하고, 급성 쓸개염이 지속되거나 반복될 경우 만성 쓸개염으로 이어질 수 있다. 만성화 될 경우 지방의 소화 불량과 산통(biliary colic), 메스꺼움, 구토 증상이 나타나며 치료를 위해서는 쓸개를 제거하는 것이 일반적이다.

## 같이 보기
- 담석